# Dzidzitata
Baby Daddy – amerykański serial komediowy stworzony przez Dana Berendsena. Wyprodukowany przez Don't Borrow Trouble i ABC Family Original Productions.
Światowa premiera serialu miała miejsce 20 czerwca 2012 roku na antenie ABC Family. Dnia 17 sierpnia 2012 roku został potwierdzony drugi sezon serialu.
14 maja 2017 roku, stacja Freeform ogłosiła anulowanie serialu po szóstym sezonie.

 W Polsce serial jest emitowany od 10 czerwca 2017 roku przez Comedy Central Family

## Opis fabuły
Serial opowiada o Benie Wheelerze (Jean-Luc Bilodeau), młodym chłopaku, który niespodziewanie zostaje ojcem małej dziewczynki.

## Obsada

### Główna
- Jean-Luc Bilodeau jako Ben Wheeler
- Tahj Mowry jako Tucker Dobbs
- Derek Theler jako Daniel "Danny" J. Wheeler
- Melissa Peterman jako Bonnie Wheeler
- Chelsea Kane jako Riley Perrin

### Drugoplanowa
- Lacey Chabert jako Dr. Amy Shaw
- Matt Dallas jako Fitch Douglas
- Peter Porte jako Brad
- Mimi Gianopulos jako Angela
- Greg Grunberg jako Ray Wheeler

## Odcinki
| Sezon | Sezon | Odcinki | Oryginalna emisja    | Oryginalna emisja | Oryginalna emisja | Oryginalna emisja   | Oryginalna emisja |
| Sezon | Sezon | Odcinki | Premiera sezonu      | Finał sezonu      | Premiera sezonu   | Finał sezonu        |                   |
| ----- | ----- | ------- | -------------------- | ----------------- | ----------------- | ------------------- | ----------------- |
|       | 1     | 10      | 20 czerwca 2012      | 29 sierpnia 2012  | 10 czerwca 2017   | 11 czerwca 2017     |                   |
|       | 2     | 16      | 29 maja 2013         | 11 grudnia 2013   | 17 czerwca 2017   | 25 czerwca 2017     |                   |
|       | 3     | 21      | 6 kwietnia 2014      | 18 czerwca 2014   | 15 lipca 2017     | 29 lipca 2017       |                   |
|       | 4     | 22      | 22 października 2014 | 5 sierpnia 2015   | 2 września 2017   | 16 września 2017    |                   |
|       | 5     | 20      | 3 lutego 2016        | 3 sierpnia 2016   | 16 września 2017  | 30 września 2017    |                   |
|       | 6     | 11      | 13 marca 2017        | 22 maja 2017      | 30 września 2017  | 7 października 2017 |                   |